# Симеоновград (община)
Общи́на Симеоновград — община в області Хасково, південна Болгарія. Адміністративний центр — місто Симеоновград.

## Географія

### Територія, межі, розміри
Община розташована в північній частині області Хасково. За площею 222,941 км² займає 10-те місце серед 11 общин області, що становить 4,03 % її території.  Межує з:
- на південь - община Харманли;
- на південний захід - община Хасково;
- на захід - община Димитровград;
- на північний захід - община Опан, область Стара Загора;
- на північ - община Голобово, область Стара Загора;

### Природні ресурси

#### Рельєф
Рельєф общини рівнинний і горбистий, територія пролягає в північно-східній частині Східних Родопів, крайній південно-східній частині Верхньофракійської низовини і крайніх північно-західних схилах планини Сакар .
Схід общини складає північно-західний схил Сакарської гори і за ~3 км на південний схід від села Тянево сягає висоти 271,2 м над рівнем моря.
На півночі і північному заході общини простягаються крайня південно-східна, горбиста частина Верхньофракійської низовини. На південний схід від Симеоновграда, в руслі річки Маріца, на кордоні з общиною Харманли - найнижча точка м. Симеоновград - 74 м над рівнем моря.
Південно-західну частину общини займають найбільш північно-східні частини області Хасково. 3 км на південний захід від с. Константиново, на кордоні з м. Хасково - найвища точка общини Симеоновград — 312 м над р. м.

#### Вода
В центральній частині общини, до міста Симеоновград на схід, а після нього — на південь, протікає річка Маріца, середня її частина довжиною 14–15 км.
Тут знаходиться її велика ліва притока — річка Сазлийка, яка протікає общиною Симеоновград за найнижчим курсом близько 10 км уздовж сіл Пясичево, Калугерово і Нависен. До неї також впадає річка Глававська (28 км), яка виходить під назвою річка Улуклійська на висоті 471 м над р. м. від Сакарської гори, 1,3 км на південний захід від вершини Чуката (543 м, м. Галъбово). Село Дряново протікає на північний захід у відносно вузькій і глибокій долині через північно-західну частину Сакару, а між селами Помоштник і Дряново називається Charganlia. Після Дряново річка повертає на південний захід, її долина розширюється і розпадається, і в цій місцевості називається Луда Яна. Він проходить ліворуч від річки Сазлика на висоті 79 м над рівнем моря, за 1,2 км до гирла Сазлійки в Мариці. Площа його водозбору становить 81 км², що становить 2,5 % площі водозбору Сазлійки. Її вода використовується для зрошення: Кайардери, Ташлідере (на лівому Ташлідері) і Дряново.

## Населення

### Етнічний склад (2011)
Кількість та частка етнічних груп за переписом населення 2011 року: 
|                  | Кількість | Частка, % |
| усього           | 8755      | 100.00    |
| болгари          | 6194      | 70,75     |
| турки            | 51        | 0,58      |
| цигани           | 1 480     | 16,90     |
| інші             | 13        | 0,15      |
| не ідентифікують | 47        | 0,54      |
| не відповіли     | 970       | 11.08     |

### Динаміка населення (1934 - 2011)
| Община Симеоновград                          | Община Симеоновград | Община Симеоновград | Община Симеоновград | Община Симеоновград | Община Симеоновград | Община Симеоновград | Община Симеоновград | Община Симеоновград | Община Симеоновград | Община Симеоновград | Община Симеоновград |
| -------------------------------------------- | ------------------- | ------------------- | ------------------- | ------------------- | ------------------- | ------------------- | ------------------- | ------------------- | ------------------- | ------------------- | ------------------- |
| Рік                                          | 1934                | 1946                | 1956                | 1965                | 1975                | 1985                | 1992                | 2001                | 2011                |                     |                     |
| Населення                                    | 13277               | 14593               | 13949               | 14476               | 13921               | 12868               | 11949               | 10638               | 8755                |                     |                     |
| Джерела: Національний статистичний інститут, |                     |                     |                     |                     |                     |                     |                     |                     |                     |                     |                     |

### Населені пункти
В общині 9 населених пунктів загальною чисельністю населення 8755 жителів (станом на 01.02.2011). 
| Населений пункт | Населення (2011 р.) | Площа км² | Примітка (стара назва) | Населений пункт | Населення (2011 р.) | Площа км² | Примітка (стара назва) |
| --------------- | ------------------- | --------- | ---------------------- | --------------- | ------------------- | --------- | ---------------------- |
| Дряново         | 164                 | 23,283    |                        | Свирково        | 408                 | 30,575    | Дюдюкчелии             |
| Калугерово      | 300                 | 11,713    | Мусаче теке            | Симеоновград    | 6712                | 77,159    | Сеймен, Марица         |
| Константиново   | 255                 | 20,346    | Юренджик               | Троян           | 243                 | 16,850    | Смавлии                |
| Нависен         | 261                 | 14,667    | Сурут                  | Тянево          | 297                 | 21,321    | Садъ кьой, Симеоново   |
| Пясичево        | 115                 | 7,027     | Кум кьой               | Загалом         | 8755                | 222,941   |                        |

## Адміністративно-територіальні зміни
- приказ № 40/обн. 20.04.1884  - перейменувати с. Садъ кьой у с. Симеоново;
- Указ № 462/обн. 21.12.1906  - перейменувати с. Юнюз бюкю в с.  Йорданово;

- перейменувати з.  Мусаче теке с.  Калугерово ;
- перейменувати з.  Юрнжик (Малко Юренджи) с.  Константиново ;
- перейменувати з.  Сурут (Сорут) с.  Тремтіння ;
- перейменувати з.  Кум коі з.  Пясачево ;
- перейменувати з.  Дудучелі з.  Свіркове ;
- перейменувати з.  ЮСмавливи с.  Троян ;
- між 1910 і 1920 рр  - перейменовано в охорону.  стор.  Станція Тирново-Сеймен на сторожі.  стор.  Залізнична станція "Златни дол" без адміністративного акта;

Перейменовано.  Турново (Траново)  на с. Златен дол без адміністративного акту;
- Указ "" - 402 / обн. 18.07.1929  - підтверджує з.  Сеймен за гр.  Сеймен і перейменував його в місто.  Сімеоновград ;
- МЗ № 2820/обн. 14.08.1934  - перейменований гуар.  стор.  Станція Золотий долар.  стор.  Gara Zlati dol;

- перейменувати с. Златен дол у с. Злати дол;
- МОЗ № 2917 / пром. 16 січня 1943  - видалено за допомогою.  Злат Дол і приєднується до нього як чверть охоронця.  стор.  Gara Zlati dol;
- Міністерство охорони здоров'я № 3389-ІІ / 22 жовтня 1947  - об'єднує місто.  Сімеоновград і Шарон.  стор.  Залізнична станція Златні доли в новому місці -  Maritsa;
- Указ № 3 / пром. 11 січня 1950  - видалено за допомогою.  Йорданово і приєднується до неї як чверть міста  Maritsa;

- перейменувати с. Симеоново в с. Тянево ;
- Указ № 2521/пром. 20.11.1981  - відновлює стару назву міста.  Маріца міста  Симеоновград .

## Транспорт
Є дві ділянки залізничної мережі Болгарії загальною довжиною 27,8 км. 
- У південно-західній частині общини, по долині річки Маріца, уздовж 14,3 км - ділянка залізничної лінії Софія — Пловдив — Свиленград;
- У середині общини, з півночі на південь, уздовж 13,5 км - остання ділянка залізничної лінії Нова Загора — Симеоновград .

На території общини знаходяться ділянки 5 доріг Республіканської дорожньої мережі Болгарії загальною довжиною 46,9 км:
- останню частину 5,2 км Республіканської дороги III-503 (від км 24,3 до км 29,5);
- ділянка 21,4 км від Республіканської дороги III-554 (від км 45,2 до км 64,6);
- останній ділянку 4,7 км республіки III-663 (від км 51,3 до км 56,0);
- останній відрізок 7,8 км від Республіканської дороги III-7604 (від км 6,6 до км 14,4);
- останній відрізок 7,8 км від Республіканської дороги III-8007 (від км 16,9 до км 24,7).

### Карти
- Аркуш карти K-35-64. Масштаб: 1 : 100 000.
- Аркуш карти K-35-65. Масштаб: 1 : 100 000.
- Аркуш карти K-35-76. Масштаб: 1 : 100 000. (рос.) Зазначити дату випуску/стану місцевості.

- www.simeonovgrad.bg — офіційний сайт «община Симеоновград»
- Мичев, Николай. Речник на имената и статута на населените места в България 1878 – 2004[bg] :  [болг.]. — София : ИК „Петър Берон: Изток-Запад“, 2005. — 408 с. — ISBN 954-321-071-3.

| Болгарія | Це незавершена стаття з географії Болгарії. Ви можете допомогти проєкту, виправивши або дописавши її. |